# 福島弓子
福島 弓子（ふくしま ゆみこ、1965年12月10日 - ）は、日本の元アナウンサー、実業家。IYI Corporation.取締役CFO。身長163cm、血液型はO型。
姉は元CBC→NHKアナウンサーでフリーアナウンサーの福島敦子。夫は元プロ野球選手のイチロー（本名：鈴木 一朗）。義姪はファッションモデルの鈴木来海。義父は実業家の鈴木宣之。
イチローとの結婚後、戸籍名は鈴木 弓子（すずき ゆみこ、Yumiko Suzuki）。

## 来歴・人物
島根県松江市出身。松江市立朝日小学校に通い、島根県立松江南高等学校時代にはバレーボール部に所属。慶應義塾大学文学部卒業後、1989年4月にTBSへアナウンサー第25期生として入社した（同期は小林豊、斎藤哲也、小笠原保子、原山理一郎）。
入社後は、『三宅裕司のえびぞり巨匠天国』、『クイズランチ』などのバラエティ番組、『JNNニュース1130』のサブキャスターや『ザ・フレッシュ!』、『世界かれいどすこうぷ』などの報道・情報番組の司会などを務めた。スポーツ分野では、『JNNスポーツ&ニュース』や『JNNニュースの森』のスポーツコーナーに出演し、長野オリンピックの現地キャスターなどを歴任した。そのほかでは、番組宣伝や局主催のイベントを紹介する深夜番組『おしえてア・ゲ・ル』に出演したことがある。

### コサキンとの関わり
1990年ごろから1998年まで、小堺一機と関根勤がパーソナリティを務めるTBSラジオの番組『コサキン』（番組タイトルは『コサキン快傑アドレナリン』→『コサキンDEワァオ!』）に、度々ゲストとして出演した。スタジオ収録、横浜（野毛山動物園、横浜中華街）での収録、数百人を集めた公開イベントや、さらには小堺の代行も務めた（1998年12月24日放送。小堺が南極地域観測隊に同行した経験を持つ父親とともに南極大陸へ取材に向かったため）。番組内では「ユミー」と呼ばれるなど、出演者・スタッフ・リスナーに親しまれ、関根は番組内で「福島姉妹の中では妹派だ」と宣言していた。

### イチローとの出逢い、結婚・引退
1995年の暮れから数回にわたってTBSラジオで放送された『イチローの気持ちはいつもフルスイング』にて、福島はアシスタントを務めた。パーソナリティは当時オリックス・ブルーウェーブの選手だったイチローであり、この仕事がイチローとの交際のきっかけとなった。以降、テレビでも対談したほか、TBSがインタビューを行うときは、イチローは必ず福島を指名するようになった。1997年の8月からは、取材する側とされる側の垣根を越えて個人的な交際が始まり、1999年1月にイチローが福島にプロポーズした。そして、同年3月にTBSを退社。以後、メディアへの露出はない。
12月3日（現地時間）、福島とイチローはアメリカ・サンタモニカ近郊にあるチャペルで、16名の親族が立ち会う中、挙式を行った 。帰国後の会見では、新郎・イチローは新婦・弓子について「話すリズムとか価値観とか同じ空間にいて心地よく感じた」と語れば、新婦も新郎について「信頼感のある方と思った」と返し、時折顔を見合わせながら記者の質問に答えていた。
以後、フリーアナウンサー転身等はせず、しばらくは専業主婦に徹する。その後、2005年にイチロー、弓子、飼い犬の一弓（いっきゅう）の3者のイニシャルの頭文字を取った資産管理会社「IYIコーポレーション」を設立し、不動産投資や、シアトルでは美容サロン『エン サロン』（en salon）の経営に携わるなどしていた。サロンはイチローのヤンキース移籍後、別の日本人美容師に譲り、手放したという。
結婚後はメディアに出ることがほとんど無くなったものの、MLBオールスターゲームの試合前パレードに参加する姿やメジャーリーグ婦人会のボランティア活動やチャリティー活動に参加する姿が度々報じられている。そのほか、イチローの食生活に関する記事のなかで触れられることが多い。イチローによれば、夕食はイタリアン、フレンチ、日本食、中華を作るという。 2012年シーズンのイチローを追ったドキュメンタリー番組『プロフェッショナル 仕事の流儀　イチロースペシャル2012』（12月29日放送）では、イチローが妻・弓子に精神的にも支えられていると語る場面が放送された。
イチローがマリナーズからヤンキースに移籍してからは、イチローや愛犬・一弓と共にニューヨークに在住。イチローのスプリングトレーニング期間中は、イチローや愛犬と共にキャンプ地に暮らしている。イチローのマーリンズ移籍以降は、イチローや愛犬と共にマイアミに在住。2016年8月には、イチローの3000安打達成をスタンドで見届けた。
なお、長年イチロー本人への取材を続ける石田雄太によれば、前述の「不動産ビジネスを手掛けている」という事実は一切ないという。その他、｢マーリンズの選手たちの妻を集めて料理教室を開いた｣、｢野菜は契約農家から取り寄せている｣というエピソードも事実ではないという。

## 出演番組

### ラジオ
- 好奇心の大統領（1989年）[7][8]
- サンデー・ニュース&スポーツ（1989年）[8]
- 時遊人倶楽部（1990年）[8]
- サンデースポーツ（1990年）[8]
- スポーツまるごと60分（1992年）[8]
- ヤンアナジョッキー（1992年）[8]
- バックグラウンド・ミュージック （TBSラジオ、1992年 - 1995年3月）[8]
- サンデーミュージックリゾート（1993年）[8]
- ひでたけ・ゆみこの AKASAKA ギャッピング[7]（1993年[8]）
- コサキン怪傑アドレナリン→コサキンDEワァオ! （TBSラジオ、1990年代）
- イチローの気持ちはいつもフルスイング[10]（1995年12月2日 - 1996年3月23日、土曜18:00 - 19:00[10][25]。全6回放送[10]）

### テレビ
報道・情報番組
| 期間       | 期間      | 番組名                       | 役職                         |
| ---------- | --------- | ---------------------------- | ---------------------------- |
| 1990年     | 1990年    | JNNおはようニュース&スポーツ | シフト勤務でのサブキャスター |
| 1993年10月 | 1994年9月 | JNNニュース1130              | 木・金曜日メインキャスター   |
| 1993年10月 | 1994年9月 | JNNスポーツ&ニュース         | スポーツキャスター           |
| 1994年10月 | 1995年6月 | ザ・フレッシュ!              | キャスター                   |
| 1995年10月 | 1996年3月 | オンタイム                   | 木・金曜日メインキャスター   |
| 1996年4月  | 1999年3月 | JNNニュースの森              | 平日スポーツコーナー         |

バラエティ・ミニ番組・その他
- 三宅裕司のえびぞり巨匠天国
- 三宅裕司のぎゃっぷウォーズ（1992年10月 - 1993年3月）[8]
- クイズランチ（1992年）[7][8]
- 世界かれいどすこうぷ（1993年）[7][8]
- おしえてア・ゲ・ル（1993年）[8]

## 出演していたゲームソフト
- スーパーパワーリーグ2（ハドソン、1994年） - 『TBSプロ野球情報』（試合終了後の架空の番組）に、キャスターとして声の出演。

## 参考資料
- コサキンのひとみと悦子〜BURN THE BRIDGE BEHIND YOU〜（1992年、日音発行、シンコーミュージック発売）ISBN 4401613619
- コサキン新語辞典 ポヨヨ〜ン（1997年、興陽館発行。TBSラジオ編著）ISBN 4877231218
- コサキンことわざ辞典 モレッ（1999年、興陽館発行。TBSラジオ編著）ISBN 4877231293
- スポーツニッポン（東京本社管内発行版）1999年12月4日付
- 毎日新聞（東京本社管内発行版）1999年12月6日付
- TBS50年史（2002年1月、東京放送編・発行）…国立国会図書館の所蔵情報
  - 資料編
  - 付録のDVD-ROM『ハイブリッド検索編』
    - 『TBSアナウンサーの動き』（ラジオ東京→TBSの歴代アナウンサーの記録を、同社の歴史とともにまとめた文書。PDFファイルで収録）
    - ラジオ番組データベース
- アナウンサーになる!（2005年、毎日新聞社発行。著：永井譲治）ISBN 4620317497
- 各種外部リンク
  - 女性自身ニュースサイト2012年4月3日付